# Fritz Winkler (Chemiker)
Fritz Winkler (* 22. Juni 1888 in Zeil am Main; † 10. April 1950 in Ludwigshafen am Rhein) war ein deutscher Chemiker.

## Leben und Werk

Wirbelschichtvergaser nach Winkler

Nach dem Studium begann Winkler seine Karriere bei der BASF, wo er von 1916 bis 1950 arbeitete. Winkler entdeckte bei Untersuchungen zur Optimierung des Haber-Bosch-Verfahrens das Prinzip der Wirbelschichtvergasung von feinkörniger Braunkohle im Winkler-Generator. Die bei diesem Prozess hauptsächlich gewonnenen Gase Wasserstoff und Kohlenmonoxid werden in der Synthese von Ammoniak und Methanol verwendet. Die erste großtechnische Wirbelschichtvergasung wurde bereits 1926 in Betrieb genommen. Nach einem modifizierten Hochtemperatur-Winkler-Verfahren (HTW-Verfahren) werden heute auch andere organische Stoffe, wie Siedlungsabfälle, unter Druck vergast.
Winkler hat die Wirbelschicht 1922 patentieren lassen. Da sie mitunter auch als "vierter Aggregatszustand" bezeichnet wird (vgl. Titel des unter "Literatur" zitierten Werks), kursiert im Internet die Information, Winkler habe 1921 das Plasma (häufig als "vierter Aggregatszustand bezeichnet) entdeckt; dies trifft aber nicht zu. 
Fritz Winkler wurde auf dem Friedhof in Ludwigshafen-Friesenheim beigesetzt.